# A legnagyobb tömegű fekete lyukak listája
A lista az eddig ismert legnagyobb tömegű fekete lyukakat tartalmazza.
A tömegüket naptömeg (M☉) egységben tünteti fel, amely kb. 1,99·1030 kg.
| A fekete lyuk helye                               | tömeg (naptömegben)         | megjegyzés |
| ------------------------------------------------- | --------------------------- | --- |
| Phoenix A                                         | 1·1011, ~1,26·10            | A tömeget nem mérték közvetlenül. Az 1,26·10 M☉ egy újabb becslés, ami még mindig bizonytalan a röntgen/infravörös (MIR) adatok alacsony felbontása miatt. |
| TON 618                                           | 60 000 000 000              | Megbecsülve a kvazár Hβ emisszió vonalas összefüggéséből.                                                                                                  |
| S5 0014+81                                        | 40 000 000 000              | Egy 2010-es kiadvány szerint lehetséges a fekete lyuk tömegének túlbecslése az optikai csalódás jelensége miatt.                                           |
| H1821+643 központi kvazárjának fekete lyuka       | 30 000 000 000              | Legközelebbi galaxis halmaz egy kvazárt tartalmazva magjában.                                                                                              |
| NGC 4889                                          | 21 000 000 000              | A 21 milliárd M☉ a legjobb fit. A valódi érték 6 és 37 milliárd M☉ közötti.                                                                                |
| A központi fekete lyuk a Főnix galaxis halmazban. | 20 000 000 000              | |
| APM 08279+5255                                    | 20 000 000 000              | |
| OJ 287                                            | 18 000 000 000              | |
| NGC 3842                                          | 9 700 000 000               | Az NGC 3842 a Leo Galaxis Halmaz legfényesebb galaxisa. |
| Messier 87                                        | 6 300 000 000               | Az M87 a Virgo Galaxis Halmaz központi galaxisa. |
| NGC 1277                                          | 5 000 000 000               | |
| Messier 60                                        | 4 500 000 000               | |
| Hercules A                                        | 4 000 000 000               | |
| ULAS J1120+0641                                   | 2 000 000 000               | |
| NGC 3115                                          | 2 000 000 000               | |
| Q0906+6930                                        | 2 000 000 000               | Az ismert legtávolabbi blazár (z = 5,47). |
| Messier 84                                        | 1 500 000 000               | |
| További ismert tömegű fekete lyukak               |                             | |
| Cygnus A                                          | 1 000 000 000               | |
| Messier 104, vagy más néven Sombrero-galaxis      | 1 000 000 000               | |
| Markarian 501                                     | 900 000 000 - 3 400 000 000 | |
| Messier 49                                        | 560 000 000                 | |
| NGC 4261                                          | 400 000 000                 | 88 ezer fényévnyi relativisztikus jettel. |
| Messier 59                                        | 270 000 000                 | |
| Androméda-galaxis                                 | 230 000 000                 | |
| Messier 105                                       | 140 000 000 - 200 000 000   | |
| Messier 81                                        | 70 000 000                  | |
| Messier 58                                        | 70 000 000                  | |
| Centaurus A                                       | 55 000 000                  | Egy millió fényév hosszú relativisztikus jettel. |
| Messier 82                                        | 30 000 000                  | Csillagontó galaxis. |
| Messier 32                                        | 1 500 000-5 000 000         | Az Androméda-galaxis kísérő galaxisa. |
| Sagittarius A*                                    | 4 100 000                   | A Tejútrendszer központi fekete lyukja. |

## Lásd még
Nagyon nagy tömegű fekete lyuk
Schwarzschild-metrika